# セルゲイ・カラガノフ
セルゲイ・アレクサンドロヴィチ・カラガノフ（ロシア語: Серге́й Алекса́ндрович Карага́нов、英語: Sergey Alexandrovich Karaganov、1952年9月10日 - ）は、ロシアの政治学者、地政学者。ユダヤ系である。
ヴィタリー・シュリコフが設立した安全保障分析機関であるCouncil on Foreign and Defense Policy会長。モスクワ高等経済学院世界経済・国際問題学部長。エフゲニー・プリマコフの側近で、ボリス・エリツィン、ウラジーミル・プーチンの両大統領顧問を歴任。プーチン大統領やセルゲイ・ラブロフ外務大臣とも親しいとされる。
カラガノフは1998年からTrilateral Commissionのメンバーであり、Council on Foreign Relationsの国際諮問委員会の委員を務めた。1983年よりソ連科学アカデミー（現ロシア科学アカデミー）欧州研究所副所長。

## セルゲイ・カラガノフを取り上げたTV番組
- 「プーチンの知恵袋、セルゲイ・カラガノフ!!」伊藤貫の真剣な雑談、第16回 - 日本文化チャンネル桜、2023年9月30日[2]